# Daoukro (departement)
Daoukro är ett departement i Elfenbenskusten. Det ligger i regionen Iffou, i den centrala delen av landet, 150 km öster om huvudstaden Yamoussoukro.